# اتحادیه خلبانان اروپایی
اتحادیه خلبانان اروپایی (ECA) سازمانی است که از سال ۱۹۹۱ خلبانان اروپایی را نمایندگی می‌کند. وظیفه این سازمان بهبود سیاست گذاری اروپایی در تمام زمینه‌هایی است که بر خلبانان تأثیر می‌گذارد. این زمینه‌ها امنیت، صدور تاییدیه و گواهینامه خلبانی، عملیات هوایی، رقابت عادلانه، پیمان‌های ترافیک هوایی بین‌المللی، مدیریت ترافیک هوایی و شرایط استخدامی هستند. دفتر مرکزی این سازمان در شهر بروکسل کشور بلژیک است. هم‌اکنون ۳۸۰۰۰ خلبان از ۳۷ کشور اروپایی عضو این سازمان هستند.

## فعالیت‌ها
در ژانویه ۲۰۰۳ اتحادیه خلبانان اروپایی اقدام به اعتراض عمومی نسبت به پیش‌نویس محدودیت‌های زمان پرواز کرد که از سوی اتحادیه اروپا تنظیم شده بود. زیرا در بعضی موارد مدت زمان پرواز، بسیار طولانی بوده و ممکن بود به خستگی خلبان بینجامد.
در سال ۲۰۱۲ این سازمان به مطالعه در مورد خستگی خلبانان پرداخت و به این نتیجه رسید که ۴ نفر از هر ۱۰ خلبان در هنگام پرواز از خستگی به خواب می‌روند. در ژانویه همان سال این اتحادیه به همراه فدراسیون کارکنان حمل و نقل اروپا اقدام به برگزاری تظاهرات گسترده در تمام اروپا نسبت به قوانین محدودیت پرواز جدیدی کرد که از سوی آژانس ایمنی هوانوردی اروپا اعلام شده بودند.
در طول همه گیری COVID-19، ده ها هزار کارگر در صنعت هوانوردی شغل خود را از دست دادند. ECA بارها در مورد این موضوع صحبت کرد و به دولت ها در مورد طرفداری از قراردادهای کاری ضعیف تر هشدار داد و مشاهده کرد که تقریباً 20٪ از خلبانان قبلاً به این روش استخدام شده بودند. این انجمن همچنین گزارشی از پیشنهادات سیاست پیش بینی شده برای رسیدگی به بحران صنعت را منتشر کرد.